# Jakub Wawrzyniak
Jakub Wawrzyniak (ur. 7 lipca 1983 w Kutnie) – polski piłkarz występujący na pozycji obrońcy, reprezentant Polski, uczestnik mistrzostw Europy 2008, 2012 i 2016.

## Kariera piłkarska

### Kariera klubowa
Wawrzyniak w sezonie 2002-2003 występował w III-ligowej Sparcie Brodnica, której był podstawowym zawodnikiem. Występował też w Błękitnych Stargard Szczeciński. Jesienią 2003 był testowany w Legii Warszawa, ale do transferu nie doszło. Ówczesny trener Dariusz Kubicki stwierdził o nim: 

Wprawdzie jest nieźle wyszkolony technicznie, ale w swojej drużynie posiadam już zawodników o podobnych umiejętnościach.

Kolejnym klubem Wawrzyniaka został Świt Nowy Dwór Mazowiecki i to w jego barwach zadebiutował w polskiej Ekstraklasie 20 marca 2004 w meczu Świt Nowy Dwór Mazowiecki – Wisła Kraków.

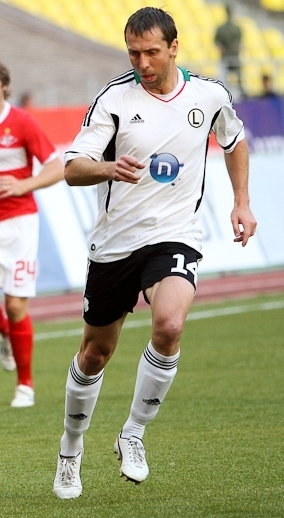
Jakub Wawrzyniak w barwach Legii Warszawa (2011)

Od 26 czerwca 2007 był zawodnikiem Legii Warszawa. 28 stycznia 2009 o północy Legia porozumiała się z Panathinaikosem w sprawie transferu Wawrzyniaka. 30 stycznia 2009 oficjalnie podpisał 4-letni kontrakt. W nowej drużynie zadebiutował 4 lutego tego samego roku w spotkaniu Pucharu Grecji z Panserraikosem, a 8 lutego 2009 w meczu z PAOK-iem Saloniki (3:0) debiutował w greckiej Super League
4 kwietnia 2009 po meczu ze Skodą Ksanti wykryto w jego organizmie niedozwolone środki dopingowe i z tego powodu został zwolniony z greckiego klubu. Zgodnie z przepisami Światowej Agencji Antydopingowej (WADA) i statutem Międzynarodowej Federacji Piłkarskiej (FIFA) Jakub Wawrzyniak, który został w Grecji zawieszony na rok za stosowanie dopingu, nie mógł grać nie tylko w Polsce, ale także w żadnym innym kraju. Od 22 stycznia 2010 decyzją Trybunału Arbitrażowego ds. Sportu w Lozannie mógł ponownie rozgrywać mecze.
Po powrocie do Legii był związany z klubem kontraktem do 30 czerwca 2011. Po jego wygaśnięciu podpisał nową 3-letnią umowę. 18 listopada 2012 roku, w meczu wyjazdowym z Lechem Poznań, rozegrał setny mecz ligowy w barwach Legii Warszawa.
Pod koniec lutego 2014 roku został zawodnikiem rosyjskiego Amkara Perm. W tamtejszej Priemjer-Liga debiutował 10 marca 2014 w wygranym 5:1 spotkaniu z Wołgą Niżny Nowogród a jedenaście dni później w meczu z FK Rostov strzelił swoją pierwszą bramkę w lidze rosyjskiej.
W styczniu 2015 podpisał dwuipółletni kontrakt z Lechią Gdańsk. W 2018 przeniósł się do GKS Katowice. W 2019 zakończył piłkarską karierę.

### Kariera reprezentacyjna

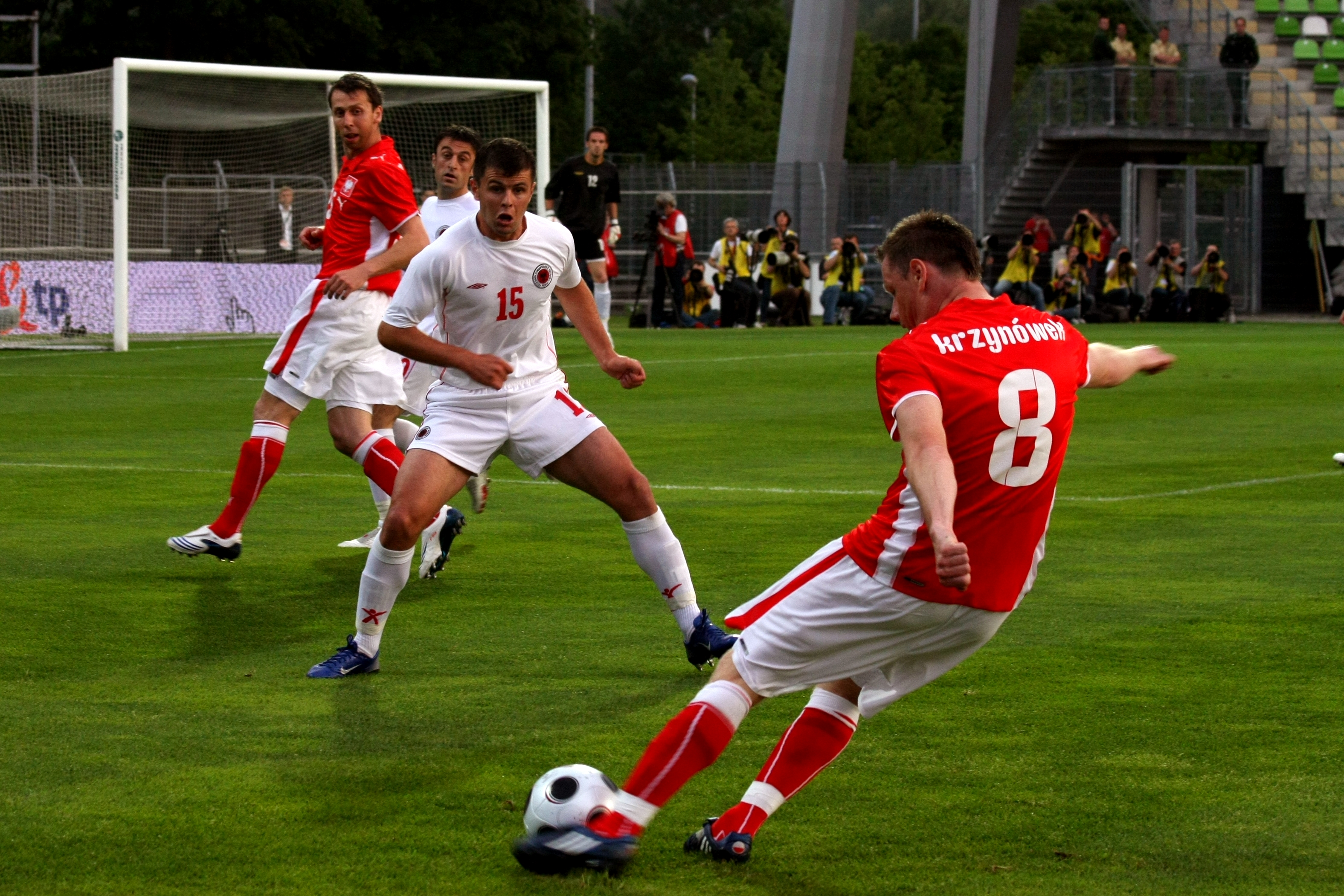
Mecz Polska - Albania w 2008 roku, przy piłce Jacek Krzynówek, na drugim planie widoczny m.in. Jakub Wawrzyniak.

W reprezentacji Polski zadebiutował 6 grudnia 2006 w spotkaniu przeciwko Zjednoczonym Emiratom Arabskim, wygranym przez Polskę 5:2. 28 maja 2008 został powołany na Mistrzostwa Europy w Austrii i Szwajcarii. Na turnieju zagrał jeden raz – 16 czerwca 2008 w przegranym meczu z Chorwacją. Został powołany przez selekcjonera kadry Franciszka Smudę na Euro 2012, jednak w samym turnieju nie wystąpił w żadnym meczu. Swoją pierwszą bramkę w reprezentacji zdobył 11 września 2012 w meczu z Mołdawią. 30 maja 2016 roku znalazł się w prowadzonej przez selekcjonera Adama Nawałkę kadrze reprezentacji Polski na Mistrzostwa Europy we Francji, stając się w ten sposób pierwszym polskim piłkarzem (obok Łukasza Piszczka) powołanym na Euro trzykrotnie.

## Statystyki

### Klubowe
(aktualne na dzień 20 czerwca 2019)
| Klub                      | Sezon              | Liga               | Liga | Liga | Puchar kraju | Puchar kraju | Puchar ligi | Puchar ligi | Europa | Europa | Suma | Suma |
| Klub                      | Sezon              | Liga               | M    | B    | M            | B            | M           | B           | M      | B      | M    | B    |
| ------------------------- | ------------------ | ------------------ | ---- | ---- | ------------ | ------------ | ----------- | ----------- | ------ | ------ | ---- | ---- |
| ? Sparta Brodnica         | 2002/03            | III liga           | 28   | 1    | –            | –            | –           | –           | –      | –      | 28   | 1    |
| ? Sparta Brodnica         | Ogólnie            | Ogólnie            | 28   | 1    | 0            | 0            | 0           | 0           | 0      | 0      | 28   | 1    |
| Błękitni Stargard         | 2003/04            | II liga            | 13   | 1    | –            | –            | –           | –           | –      | –      | 13   | 1    |
| Błękitni Stargard         | Ogólnie            | Ogólnie            | 13   | 1    | 0            | 0            | 0           | 0           | 0      | 0      | 13   | 1    |
| Świt Nowy Dwór Mazowiecki | 2003/04            | I liga             | 3    | 0    | –            | –            | –           | –           | –      | –      | 3    | 0    |
| Świt Nowy Dwór Mazowiecki | 2004/05            | II liga            | 16   | 0    | 7            | 0            | –           | –           | –      | –      | 23   | 0    |
| Świt Nowy Dwór Mazowiecki | Ogólnie            | Ogólnie            | 19   | 0    | 7            | 0            | 0           | 0           | 0      | 0      | 26   | 0    |
| Widzew Łódź               | 2004/05            | II liga            | 17   | 1    | –            | –            | –           | –           | –      | –      | 17   | 1    |
| Widzew Łódź               | 2005/06            | II liga            | 32   | 4    | 1            | 0            | –           | –           | –      | –      | 33   | 4    |
| Widzew Łódź               | 2006/07            | I liga             | 21   | 0    | 1            | 0            | 3           | 0           | –      | –      | 25   | 0    |
| Widzew Łódź               | Ogólnie            | Ogólnie            | 70   | 5    | 2            | 0            | 3           | 0           | 0      | 0      | 75   | 5    |
| Legia Warszawa            | 2007/08            | I liga             | 17   | 0    | 6            | 2            | 6           | 0           | 1      | 0      | 30   | 2    |
| Legia Warszawa            | 2008/09            | Ekstraklasa        | 16   | 1    | –            | –            | 1           | 1           | 1      | 0      | 18   | 2    |
| Legia Warszawa            | Ogólnie            | Ogólnie            | 33   | 1    | 6            | 2            | 7           | 1           | 2      | 0      | 48   | 4    |
| Panathinaikos AO          | 2008/09            | Superleague Ellada | 9    | 0    | 2            | 0            | –           | –           | 2      | 0      | 13   | 0    |
| Panathinaikos AO          | Ogólnie            | Ogólnie            | 9    | 0    | 2            | 0            | 0           | 0           | 2      | 0      | 13   | 0    |
| Legia Warszawa            | 2009/10            | Ekstraklasa        | 8    | 1    | 1            | 0            | –           | –           | –      | –      | 9    | 1    |
| Legia Warszawa            | 2010/11            | Ekstraklasa        | 20   | 2    | 5            | 0            | –           | –           | –      | –      | 25   | 2    |
| Legia Warszawa            | 2011/12            | Ekstraklasa        | 29   | 1    | 5            | 1            | –           | –           | 11     | 1      | 45   | 3    |
| Legia Warszawa            | 2012/13            | Ekstraklasa        | 25   | 2    | 3            | 0            | –           | –           | 5      | 0      | 33   | 2    |
| Legia Warszawa            | 2013/14            | Ekstraklasa        | 12   | 0    | 1            | 0            | –           | –           | 8      | 0      | 21   | 0    |
| Legia Warszawa            | Ogólnie            | Ogólnie            | 94   | 6    | 15           | 1            | 0           | 0           | 24     | 1      | 133  | 8    |
| Amkar Perm                | 2013/14            | Priemjer-Liga      | 9    | 1    | –            | –            | –           | –           | –      | –      | 9    | 1    |
| Amkar Perm                | 2014/15            | Priemjer-Liga      | 6    | 0    | –            | –            | –           | –           | –      | –      | 6    | 0    |
| Amkar Perm                | Ogólnie            | Ogólnie            | 15   | 1    | 0            | 0            | 0           | 0           | 0      | 0      | 15   | 1    |
| Lechia Gdańsk             | 2014/15            | Ekstraklasa        | 11   | 0    | –            | –            | –           | –           | –      | –      | 11   | 0    |
| Lechia Gdańsk             | 2015/16            | Ekstraklasa        | 32   | 0    | 1            | 0            | –           | –           | –      | –      | 33   | 0    |
| Lechia Gdańsk             | 2016/17            | Ekstraklasa        | 35   | 0    | 2            | 0            | –           | –           | –      | –      | 37   | 0    |
| Lechia Gdańsk             | 2017/18            | Ekstraklasa        | 20   | 0    | 1            | 0            | –           | –           | –      | –      | 21   | 0    |
| Lechia Gdańsk             | Ogólnie            | Ogólnie            | 98   | 0    | 4            | 0            | 0           | 0           | 0      | 0      | 102  | 0    |
| GKS Katowice              | 2018/19            | I liga             | 20   | 1    | 1            | 0            | –           | –           | –      | –      | 21   | 1    |
| GKS Katowice              | Ogólnie            | Ogólnie            | 20   | 1    | 1            | 0            | 0           | 0           | 0      | 0      | 21   | 1    |
| Ogólnie w karierze        | Ogólnie w karierze | Ogólnie w karierze | 399  | 16   | 37           | 3            | 10          | 1           | 28     | 1      | 474  | 21   |

### Reprezentacyjne
(aktualne na dzień 6 czerwca 2016)
| Mecze i gole w reprezentacji | Mecze i gole w reprezentacji | Mecze i gole w reprezentacji | Mecze i gole w reprezentacji | Mecze i gole w reprezentacji | Mecze i gole w reprezentacji | Mecze i gole w reprezentacji |        |                                                                               |
| Lp.                          | Data                         | Miejsce                      | Gospodarz                    | vs                           | Gość                         | Wynik                        | Grał   | Uwagi                                                                         |
| ---------------------------- | ---------------------------- | ---------------------------- | ---------------------------- | ---------------------------- | ---------------------------- | ---------------------------- | ------ | ----------------------------------------------------------------------------- |
| 1.                           | 6 grudnia 2006               | ZEA                          | Zjednoczone Emiraty Arabskie | -                            | Polska                       | 2:5                          | 90'    | mecz towarzyski                                                               |
| 2.                           | 3 lutego 2007                | Hiszpania                    | Polska                       | -                            | Estonia                      | 4:0                          | do 61' | mecz towarzyski, zmieniony przez Macieja Iwańskiego                           |
| 3.                           | 17 października 2007         | Łódź                         | Polska                       | -                            | Węgry                        | 0:1                          | od 82' | mecz towarzyski, zmienił Tomasza Kiełbowicza                                  |
| 4.                           | 21 listopada 2007            | Belgrad                      | Serbia                       | -                            | Polska                       | 2:2                          | 90'    | Eliminacje ME 2008                                                            |
| 5.                           | 15 grudnia 2007              | Antalya                      | Polska                       | -                            | Bośnia i Hercegowina         | 1:0                          | do 82' | mecz towarzyski, (nieuznawany przez FIFA), zmieniony przez Piotra Madejskiego |
| 6.                           | 2 lutego 2008                | Pafos                        | Polska                       | -                            | Finlandia                    | 1:0                          | 90'    | mecz towarzyski, (nieuznawany przez FIFA)                                     |
| 7.                           | 6 lutego 2008                | Cypr                         | Czechy                       | -                            | Polska                       | 0:2                          | od 77' | mecz towarzyski, zmienił Grzegorza Bronowickiego                              |
| 8.                           | 27 lutego 2008               | Wronki                       | Polska                       | -                            | Estonia                      | 2:0                          | 90'    | mecz towarzyski                                                               |
| 9.                           | 26 maja 2008                 | Niemcy                       | Polska                       | -                            | Macedonia Północna           | 1:1                          | od 46' | mecz towarzyski, zmienił Grzegorza Bronowickiego                              |
| 10.                          | 29 maja 2008                 | Reutlingen                   | Polska                       | -                            | Albania                      | 1:0                          | 90'    | mecz towarzyski                                                               |
| 11.                          | 1 czerwca 2008               | Chorzów                      | Polska                       | -                            | Dania                        | 1:1                          | do 45' | mecz towarzyski, zmieniony przez Pawła Golańskiego                            |
| 12.                          | 16 czerwca 2008              | Klagenfurt                   | Polska                       | -                            | Chorwacja                    | 0:1                          | 90'    | ME 2008                                                                       |
| 13.                          | 11 października 2008         | Chorzów                      | Polska                       | -                            | Czechy                       | 2:1                          | 90'    | Eliminacje MŚ 2010                                                            |
| 14.                          | 19 listopada 2008            | Dublin                       | Irlandia                     | -                            | Polska                       | 2:3                          | 90'    | mecz towarzyski                                                               |
| 15.                          | 11 lutego 2009               | Vila Real de Santo António   | Polska                       | -                            | Walia                        | 1:0                          | 90'    | mecz towarzyski                                                               |
| 16.                          | 28 marca 2009                | Belfast                      | Irlandia Północna            | -                            | Polska                       | 3:2                          | 90'    | Eliminacje MŚ 2010                                                            |
| 17.                          | 5 czerwca 2011               | Warszawa                     | Polska                       | -                            | Argentyna                    | 2:1                          | 90'    | mecz towarzyski                                                               |
| 18.                          | 9 czerwca 2011               | Warszawa                     | Polska                       | -                            | Francja                      | 0:1                          | 90'    | mecz towarzyski                                                               |
| 19.                          | 10 sierpnia 2011             | Lubin                        | Polska                       | -                            | Gruzja                       | 1:0                          | 90'    | mecz towarzyski                                                               |
| 20.                          | 2 września 2011              | Warszawa                     | Polska                       | -                            | Meksyk                       | 1:1                          | 90'    | mecz towarzyski                                                               |
| 21.                          | 6 września 2011              | Gdańsk                       | Polska                       | -                            | Niemcy                       | 2:2                          | 90'    | mecz towarzyski                                                               |
| 22.                          | 7 października 2011          | Seul                         | Korea Południowa             | -                            | Polska                       | 2:2                          | 90'    | mecz towarzyski, (nieuznawany przez FIFA)                                     |
| 23.                          | 11 października 2011         | Wiesbaden                    | Polska                       | -                            | Białoruś                     | 2:0                          | 90'    | mecz towarzyski                                                               |
| 24.                          | 11 listopada 2011            | Wrocław                      | Polska                       | -                            | Włochy                       | 0:2                          | 90'    | mecz towarzyski                                                               |
| 25.                          | 29 lutego 2012               | Warszawa                     | Polska                       | -                            | Portugalia                   | 0:0                          | do 84' | mecz towarzyski, zmieniony przez Sebastiana Boenischa                         |
| 26.                          | 22 maja 2012                 | Klagenfurt                   | Polska                       | -                            | Łotwa                        | 1:0                          | od 72' | mecz towarzyski, zmienił Sebastiana Boenischa                                 |
| 27.                          | 15 sierpnia 2012             | Tallinn                      | Estonia                      | -                            | Polska                       | 1:0                          | 90'    | mecz towarzyski                                                               |
| 28.                          | 7 września 2012              | Podgorica                    | Czarnogóra                   | -                            | Polska                       | 2:2                          | 90'    | Eliminacje MŚ 2014                                                            |
| 29.                          | 11 września 2012             | Wrocław                      | Polska                       | -                            | Mołdawia                     | 2:0                          | 90'    | Eliminacje MŚ 2014                                                            |
| 30.                          | 11 września 2012             | Warszawa                     | Polska                       | -                            | Południowa Afryka            | 1:0                          | 84'    | mecz towarzyski, zmieniony przez Marcina Komorowskiego                        |
| 31.                          | 17 października 2012         | Warszawa                     | Polska                       | -                            | Anglia                       | 1:1                          | 90'    | Eliminacje MŚ 2014                                                            |
| 32.                          | 2 lutego 2013                | Malaga                       | Polska                       | -                            | Rumunia                      | 4:1                          | 90'    | mecz towarzyski, (nieuznawany przez FIFA)                                     |
| 33.                          | 6 lutego 2013                | Dublin                       | Irlandia                     | -                            | Polska                       | 2:0                          | 90'    | mecz towarzyski                                                               |
| 34.                          | 26 marca 2013                | Warszawa                     | Polska                       | -                            | San Marino                   | 5:0                          | 90'    | Eliminacje MŚ 2014                                                            |
| 35.                          | 4 czerwca 2013               | Kraków                       | Polska                       | -                            | Liechtenstein                | 2:0                          | 46'    | mecz towarzyski, zmieniony przez Sebastiana Boenischa                         |
| 36.                          | 7 czerwca 2013               | Kiszyniów                    | Mołdawia                     | -                            | Polska                       | 1:1                          | 90'    | Eliminacje MŚ 2014                                                            |
| 37.                          | 14 sierpnia 2013             | Gdańsk                       | Polska                       | -                            | Dania                        | 3:2                          | 90'    | mecz towarzyski                                                               |
| 38.                          | 6 września 2013              | Warszawa                     | Polska                       | -                            | Czarnogóra                   | 1:1                          | 27'    | Eliminacje MŚ 2014, zmieniony przez Sebastiana Boenischa                      |
| 39.                          | 18 stycznia 2014             | Abu Zabi                     | Polska                       | -                            | Norwegia                     | 3:0                          | 90'    | mecz towarzyski, zmieniony przez Igora Lewczuka                               |
| 40.                          | 20 stycznia 2014             | Abu Zabi                     | Polska                       | -                            | Mołdawia                     | 1:0                          | od 81' | mecz towarzyski, zmienił Igora Lewczuka                                       |
| 41.                          | 13 maja 2014                 | Hamburg                      | Niemcy                       | -                            | Polska                       | 0:0                          | 90'    | mecz towarzyski                                                               |
| 42.                          | 7 września 2014              | Faro                         | Gibraltar                    | -                            | Polska                       | 0:7                          | 90'    | Eliminacje ME 2016                                                            |
| 43.                          | 11 października 2014         | Warszawa                     | Polska                       | -                            | Niemcy                       | 2:0                          | 84'    | Eliminacje ME 2016, zmieniony przez Artura Jedrzejczyka                       |
| 44.                          | 29 marca 2015                | Dublin                       | Irlandia                     | -                            | Polska                       | 1:1                          | 90'    | Eliminacje ME 2016                                                            |
| 45.                          | 8 października 2015          | Glasgow                      | Szkocja                      | -                            | Polska                       | 2:2                          | od 71' | Eliminacje ME 2016, zmienił Macieja Rybusa                                    |
| 46.                          | 11 października 2015         | Warszawa                     | Polska                       | -                            | Irlandia                     | 2:1                          | 90'    | Eliminacje ME 2016                                                            |
| 47.                          | 13 listopada 2015            | Warszawa                     | Polska                       | -                            | Islandia                     | 4:2                          | 65'    | mecz towarzyski, zmieniony przez Bartosza Kapustkę                            |
| 48.                          | 26 marca 2016                | Wrocław                      | Polska                       | -                            | Finlandia                    | 5:0                          | 90'    | mecz towarzyski                                                               |
| 49.                          | 6 czerwca 2016               | Kraków                       | Polska                       | -                            | Litwa                        | 0:0                          | 90'    | mecz towarzyski                                                               |

## Sukcesy

### Legia Warszawa
- Mistrzostwo Polski: 2012/2013, 2013/2014
- Puchar Polski: 2007/2008, 2010/2011, 2011/2012, 2012/2013
- Superpuchar Polski: 2008

## Życie prywatne
Z żoną Karoliną ma dwójkę dzieci – Oliwię i Antoniego.

## Walka freak fight
W grudniu 2023 roku ogłoszono, że Wawrzyniak podpisał kontrakt na walkę kick-bokserską z federacją Clout MMA, organizującą tzw. freak fighty. Podczas walki wieczoru gali Clout MMA 3: Santa Clout zawalczył z Tomaszem Hajtą. Zwyciężył w drugiej rundzie przez techniczny nokaut. 
| Wynik   | Bilans | Przeciwnik (bilans przed walką) | Rozstrzygnięcie                          | Runda | Czas | Wydarzenie               | Data       | Miejsce  | Uwagi                                              |
| ------- | ------ | ------------------------------- | ---------------------------------------- | ----- | ---- | ------------------------ | ---------- | -------- | -------------------------------------------------- |
| Wygrana | 1-0    | Tomasz Hajto (0-0)              | TKO (niezdolność do kontynuowania walki) | 2     | N/A  | Clout MMA 3: Santa Clout | 29.12.2023 | Warszawa | Debiut w Kick-boxingu na zasadach K-1. Main Event. |